# Samoa ai Giochi della XXVIII Olimpiade
Samoa partecipò ai Giochi della XXVIII Olimpiade, svoltisi ad Atene, Grecia, dal 13 al 29 agosto 2004, con una delegazione di 3 atleti impegnati in due discipline.

## Risultati

### Atletica leggera
| Q | Qualificato al turno successivo per la posizione in qualificazione                                                           |
| q | Qualificato per il turno successivo per ripescaggio o, negli eventi su campo, conquistando la misura minima per qualificarsi |

Maschile
Eventi sul campo
| Shaka Sola | Lancio del disco | 51,10 m | 36º | non qualificato | non qualificato | non qualificato | non qualificato | non qualificato | non qualificato |

Femminile
Eventi sul campo
| Atleta         | Evento                 | Qualificazioni | Qualificazioni | Finale          | Finale          |
| Atleta         | Evento                 | Distanza       | Classifica     | Distanza        | Classifica      |
| -------------- | ---------------------- | -------------- | -------------- | --------------- | --------------- |
| Serafina Akeli | Lancio del giavellotto | 45,93 m        | 44ª            | non qualificata | non qualificata |

### Sollevamento pesi
Maschile
| Atleta       | Evento          | Strappo   | Strappo    | Slancio   | Slancio    | Totale | Classifica |
| Atleta       | Evento          | Risultato | Classifica | Risultato | Classifica | Totale | Classifica |
| ------------ | --------------- | --------- | ---------- | --------- | ---------- | ------ | ---------- |
| Uati Maposua | −77 kg maschile | 125       | 22º        | 155       | 20º        | 280    | 20º        |